# 元成寿
元成寿（6世紀？—？），河南郡洛阳县（今河南省洛阳市东）人，追尊魏景穆帝拓跋晃后裔，隋朝上柱国、平原襄公元景山之子，隋朝官员。

## 生平
元成寿擅长骑马射箭，以千牛备身为起家官，因为是以上柱国的世子，拜仪同，后为秦王杨俊库真车骑，元景山死后承袭为平原郡公。隋炀帝杨广即位后，征招元成寿担任左亲卫郎将。杨玄感叛乱时，元成寿跟随刑部尚书卫玄攻击，元成寿以军功进位正议大夫，出任西平郡通守。